# Kasperi Valto
Kasperi Valto (ur. 3 lipca 2003 w Lahti) – fiński skoczek narciarski, reprezentant klubu Lahden Hiihtoseura. Medalista mistrzostw kraju.

## Przebieg kariery
W cyklu FIS Cup zadebiutował 24 sierpnia 2019 w Râșnovie, zajmując 43. miejsce. Wystąpił na Zimowych Igrzyskach Olimpijskich Młodzieży 2020, gdzie indywidualnie był 27., a w sztafecie mieszanej zajął 8. pozycję. Na Mistrzostwach Świata Juniorów 2021 był z kolei 38. indywidualnie i 9. w drużynie męskiej. 
W lipcu 2021 zdobył pierwsze w karierze punkty FIS Cupu, zajmując 18. i 19. miejsce w zawodach w Otepää. W grudniu 2021 zadebiutował w Pucharze Kontynentalnym, zawody w Ruce kończąc na 57. lokacie. Na Mistrzostwach Świata Juniorów 2022 zajął 31. miejsce indywidualnie, 9. w zespole męskim i 11. w mieszanym. Wystartował również na Zimowym Olimpijskim Festiwalu Młodzieży Europy 2022 plasując się na 20. miejscu w konkursie indywidualnym, 5. w drużynowym oraz 6. w rywalizacji drużyn mieszanych.
W październiku 2022 zdobył pierwsze punkty Letniego Pucharu Kontynentalnego, zajmując 23., 26. i 29. miejsce w słabo obsadzonych zawodach w Lake Placid. 26 listopada 2022 w Ruce zadebiutował w kwalifikacjach do zawodów Pucharu Świata, nie uzyskując awansu do konkursu głównego. Na Mistrzostwach Świata Juniorów 2023 był 30. indywidualnie, 4. w drużynie męskiej i 11. w mieszanej. W marcu 2023 zdobył pierwsze punkty zimowej edycji Pucharu Kontynentalnego po zajęciu 23. miejsca w Lahti, a 26 marca, również w Lahti, zadebiutował w zawodach głównych Pucharu Świata, zajmując 48. pozycję.
Wystąpił na Igrzyskach Europejskich 2023, zajmując 30. miejsce na skoczni normalnej i 36. na dużej. 30 września 2023 zadebiutował w Letnim Grand Prix, zawody w Hinzenbach kończąc na 50. pozycji. 25 listopada w otwierającym Puchar Świata 2023/2024 konkursie w Ruce po raz pierwszy zdobył punkty tego cyklu – po pierwszej serii klasyfikowany był na 9. lokacie, a ostatecznie zajął 24. miejsce. W dalszej części sezonu regularnie występował w Pucharze Świata, a punkty zdobył raz, zajmując 26. pozycję w konkursie 72. Turnieju Czterech Skoczni w Garmisch-Partenkirchen. Wystartował na Mistrzostwach Świata w Lotach Narciarskich 2024, na których zajął 33. miejsce indywidualnie oraz 7. w drużynie.
W sezonie 2024/2025 Pucharu Świata regularnie awansował do pierwszej serii. Punkty zdobył raz – 26 stycznia 2025 na mamuciej skoczni w Oberstdorfie zajął 29. pozycję. Wystartował na Mistrzostwach Świata w Narciarstwie Klasycznym 2025 w Trondheim. Indywidualnie zajął 26. miejsce na skoczni normalnej i 23. na dużej, a zarówno w drużynie mieszanej, jak i męskiej, zajął 7. lokatę.
Jest medalistą mistrzostw Finlandii. Latem 2023 zdobył brązowy medal indywidualnie oraz srebrny w drużynie męskiej, zimą 2024 złoty na skoczni normalnej, latem 2024 brązowy w drużynie męskiej oraz mieszanej, a zimą 2025 srebrny na skoczni dużej i normalnej.

## Mistrzostwa świata

### Indywidualnie
| 2025 Trondheim | – | 26. miejsce (K-94), 23. miejsce (K-124) |

### Drużynowo
| 2025 Trondheim | – | 7. miejsce (drużyna mieszana/K-124), 7. miejsce (K-124) |

### Starty K. Valto na mistrzostwach świata – szczegółowo
| Miejsce | Dzień   | Rok  | Miejscowość | Skocznia | Punkt K | HS     | Konkurs      | Skok 1  | Skok 2  | Nota                  | Strata    | Zwycięzca      |
| ------- | ------- | ---- | ----------- | -------- | ------- | ------ | ------------ | ------- | ------- | --------------------- | --------- | -------------- |
| 26.     | 2 marca | 2025 | Trondheim   | Granåsen | K-94    | HS-102 | indywid.     | 101,5 m | 96,5 m  | 218,7 pkt             | 46,8 pkt  | Marius Lindvik |
| 7.      | 5 marca | 2025 | Trondheim   | Granåsen | K-124   | HS-138 | druż. miesz. | 118,0 m | 122,0 m | 656 pkt (208,5 pkt)   | 364,4 pkt | Norwegia       |
| 7.      | 6 marca | 2025 | Trondheim   | Granåsen | K-124   | HS-138 | druż.        | 125,0 m | 126,0 m | 905,2 pkt (240,7 pkt) | 175,6 pkt | Słowenia       |
| 23.     | 8 marca | 2025 | Trondheim   | Granåsen | K-124   | HS-138 | indywid.     | 124,5 m | 119,5 m | 231,8 pkt             | 70,0 pkt  | Domen Prevc    |

## Mistrzostwa świata w lotach

### Indywidualnie
| 2024 Tauplitz | – | 33. miejsce |

### Drużynowo
| 2024 Tauplitz | – | 7. miejsce |

### Starty K. Valto na mistrzostwach świata w lotach – szczegółowo
| Miejsce | Dzień          | Rok  | Miejscowość | Skocznia | Punkt K | HS     | Konkurs  | Skok 1  | Skok 2  | Skok 3  | Skok 4  | Nota                   | Strata    | Zwycięzca    |
| ------- | -------------- | ---- | ----------- | -------- | ------- | ------ | -------- | ------- | ------- | ------- | ------- | ---------------------- | --------- | ------------ |
| 33.     | 26–27 stycznia | 2024 | Tauplitz    | Kulm     | K-200   | HS-235 | indywid. | 185,5 m | –       | –       | –       | 147,1 pkt              | 500,3 pkt | Stefan Kraft |
| 7.      | 28 stycznia    | 2024 | Tauplitz    | Kulm     | K-200   | HS-235 | druż.    | 193,5 m | 193,5 m | 175,5 m | 175,5 m | 1300,4 pkt (307,2 pkt) | 315,0 pkt | Słowenia     |

## Mistrzostwa świata juniorów

### Indywidualnie
| 2021 Lahti    | – | 38. miejsce |
| 2022 Zakopane | – | 31. miejsce |
| 2023 Whistler | – | 30. miejsce |

### Drużynowo
| 2021 Lahti    | – | 9. miejsce                                 |
| 2022 Zakopane | – | 9. miejsce, 11. miejsce (drużyna mieszana) |
| 2023 Whistler | – | 4. miejsce, 11. miejsce (drużyna mieszana) |

### Starty K. Valto na mistrzostwach świata juniorów – szczegółowo
| Miejsce | Dzień     | Rok  | Miejscowość | Skocznia              | Punkt K | HS     | Konkurs      | Skok 1  | Skok 2 | Nota                  | Strata    | Zwycięzca         |
| ------- | --------- | ---- | ----------- | --------------------- | ------- | ------ | ------------ | ------- | ------ | --------------------- | --------- | ----------------- |
| 38.     | 11 lutego | 2021 | Lahti       | Salpausselkä          | K-90    | HS-100 | indywid.     | 79,5 m  | –      | 93,7 pkt              | 170,2 pkt | Niklas Bachlinger |
| 9.      | 12 lutego | 2021 | Lahti       | Salpausselkä          | K-90    | HS-100 | druż.        | 78,0 m  | –      | 388,1 pkt (85,8 pkt)  | 598,1 pkt | Austria           |
| 31.     | 3 marca   | 2022 | Zakopane    | Średnia Krokiew       | K-95    | HS-105 | indywid.     | 89,5 m  | –      | 118,3 pkt             | 193,2 pkt | Daniel Tschofenig |
| 9.      | 5 marca   | 2022 | Zakopane    | Średnia Krokiew       | K-95    | HS-105 | druż.        | 93,0 m  | –      | 417,9 pkt (106,5 pkt) | 620,6 pkt | Austria           |
| 11.     | 6 marca   | 2022 | Zakopane    | Średnia Krokiew       | K-95    | HS-105 | druż. miesz. | 87,0 m  | –      | 256,9 pkt (82,9 pkt)  | 627,5 pkt | Austria           |
| 30.     | 2 lutego  | 2023 | Whistler    | Whistler Olympic Park | K-95    | HS-104 | indywid.     | 86,5 m  | DSQ    | 96,0 pkt              | 161,9 pkt | Vilho Palosaari   |
| 4.      | 4 lutego  | 2023 | Whistler    | Whistler Olympic Park | K-95    | HS-104 | druż.        | 102,0 m | 98,0 m | 920,8 pkt (234,3 pkt) | 51,7 pkt  | Austria           |
| 11.     | 5 lutego  | 2023 | Whistler    | Whistler Olympic Park | K-95    | HS-104 | druż. miesz. | 96,5 m  | –      | 359,3 pkt (112,6 pkt) | 560,9 pkt | Słowenia          |

## Igrzyska olimpijskie młodzieży

### Indywidualnie
| 2020 Lozanna/ Prémanon | – | 27. miejsce |

### Drużynowo
| 2020 Lozanna/ Prémanon | – | 8. miejsce (sztafeta mieszana) |

### Starty K. Valto na igrzyskach olimpijskich młodzieży – szczegółowo
| Miejsce | Dzień       | Rok  | Miejscowość | Skocznia   | Punkt K | HS    | Konkurs       | Skok 1 | Skok 2 | Nota                 | Strata              | Zwycięzca       |
| ------- | ----------- | ---- | ----------- | ---------- | ------- | ----- | ------------- | ------ | ------ | -------------------- | ------------------- | --------------- |
| 27.     | 19 stycznia | 2020 | Prémanon    | Les Tuffes | K-81    | HS-90 | indywid.      | 76,0 m | 72,5 m | 168,2 pkt            | 89,5 pkt            | Marco Wörgötter |
| 8.      | 22 stycznia | 2020 | Prémanon    | Les Tuffes | K-81    | HS-90 | sztaf. miesz. | 71,5 m | 71,5 m | 372,0 pkt (95,1 pkt) | 113,2 pkt (+3:41,7) | Norwegia        |

## Igrzyska europejskie

### Indywidualnie
| 2023 Kraków/Zakopane | – | 30. miejsce (K-95), 36. miejsce (K-125) |

### Starty K. Valto na igrzyskach europejskich – szczegółowo
| Miejsce | Dzień      | Rok  | Miejscowość | Skocznia        | Punkt K | HS     | Konkurs  | Skok 1  | Skok 2 | Nota      | Strata    | Zwycięzca         |
| ------- | ---------- | ---- | ----------- | --------------- | ------- | ------ | -------- | ------- | ------ | --------- | --------- | ----------------- |
| 30.     | 29 czerwca | 2023 | Zakopane    | Średnia Krokiew | K-95    | HS-105 | indywid. | 93,5 m  | 83,0 m | 199,0 pkt | 71,3 pkt  | Daniel Tschofenig |
| 36.     | 1 lipca    | 2023 | Zakopane    | Wielka Krokiew  | K-125   | HS-140 | indywid. | 119,0 m | –      | 106,0 pkt | 173,1 pkt | Dawid Kubacki     |

## Zimowy olimpijski festiwal młodzieży Europy

### Indywidualnie
| 2022 Vuokatti/Lahti | – | 20. miejsce |

### Drużynowo
| 2022 Vuokatti/Lahti | – | 5. miejsce, 6. miejsce (drużyna mieszana) |

### Starty K. Valto na zimowym olimpijskim festiwalu młodzieży Europy – szczegółowo
| Miejsce | Dzień    | Rok  | Miejscowość | Skocznia     | Punkt K | HS     | Konkurs      | Skok 1 | Skok 2 | Nota                  | Strata    | Zwycięzca      |
| ------- | -------- | ---- | ----------- | ------------ | ------- | ------ | ------------ | ------ | ------ | --------------------- | --------- | -------------- |
| 20.     | 23 marca | 2022 | Lahti       | Salpausselkä | K-95    | HS-100 | indywid.     | 83,5 m | 87,0 m | 202,5 pkt             | 48,0 pkt  | Jonas Schuster |
| 5.      | 24 marca | 2022 | Lahti       | Salpausselkä | K-95    | HS-100 | druż.        | 85,0 m | 91,5 m | 860,5 pkt (224,0 pkt) | 59,5 pkt  | Austria        |
| 6.      | 25 marca | 2022 | Lahti       | Salpausselkä | K-95    | HS-100 | druż. miesz. | 86,0 m | 87,5 m | 694,0 pkt (208,0 pkt) | 219,0 pkt | Słowenia       |

## Puchar Świata

### Miejsca w klasyfikacji generalnej
| Sezon     | Miejsce |
| --------- | ------- |
| 2023/2024 | 57.     |
| 2024/2025 | 65.     |

### Miejsca w poszczególnych konkursach indywidualnychPucharu Świata
stan po zakończeniu sezonu 2024/2025
| Źródło | Źródło            | Źródło           | Źródło            | Źródło                 | Źródło                 | Źródło                 | Źródło                 | Źródło           | Źródło                       | Źródło           | Źródło                       | Źródło          | Źródło              | Źródło          | Źródło           | Źródło                | Źródło                | Źródło          | Źródło            | Źródło            | Źródło            | Źródło        | Źródło      | Źródło          | Źródło            | Źródło            | Źródło          | Źródło          | Źródło          | Źródło        | Źródło        | Źródło | Źródło | Źródło | Źródło | Źródło | Źródło | Źródło | Źródło | Źródło | Źródło | Źródło | Źródło | Źródło | Źródło | Źródło | Źródło | Źródło | Źródło |        |
| --- | ----------------- | ---------------- | ----------------- | ---------------------- | ---------------------- | ---------------------- | ---------------------- | ---------------- | ---------------------------- | ---------------- | ---------------------------- | --------------- | ------------------- | --------------- | ---------------- | --------------------- | --------------------- | --------------- | ----------------- | ----------------- | ----------------- | ------------- | ----------- | --------------- | ----------------- | ----------------- | --------------- | --------------- | --------------- | ------------- | ------------- | ------ | ------ | ------ | ------ | ------ | ------ | ------ | ------ | ------ | ------ | ------ | ------ | ------ | ------ | ------ | ------ | ------ | ------ | ------ |
| Sezon 2022/2023 |                   |                  |                   |                        |                        |                        |                        |                  |                              |                  |                              |                 |                     |                 |                  |                       |                       |                 |                   |                   |                   |               |             |                 |                   |                   |                 |                 |                 |               |               |        |        |        |        |        |        |        |        |        |        |        |        |        |        |        |        |        |        |        |
| Wisła HS134 | Wisła HS134       | Ruka HS142       | Ruka HS142        | Titisee-Neustadt HS142 | Titisee-Neustadt HS142 | Engelberg HS140        | Engelberg HS140        | Oberstdorf HS137 | Garmisch-Partenkirchen HS142 | Innsbruck HS128  | Bischofshofen HS142          | Zakopane HS140  | Sapporo HS137       | Sapporo HS137   | Sapporo HS137    | Bad Mitterndorf HS235 | Bad Mitterndorf HS235 | Willingen HS147 | Willingen HS147   | Lake Placid HS128 | Lake Placid HS128 | Râșnov HS97   | Oslo HS134  | Oslo HS134      | Lillehammer HS140 | Lillehammer HS140 | Vikersund HS240 | Vikersund HS240 | Lahti HS130     | Planica HS240 | Planica HS240 | punkty |        |        |        |        |        |        |        |        |        |        |        |        |        |        |        |        |        |        |
| - | -                 | q                | -                 | -                      | -                      | -                      | -                      | -                | -                            | -                | -                            | -               | -                   | -               | -                | -                     | -                     | -               | -                 | -                 | -                 | -             | -           | -               | -                 | -                 | -               | -               | 48              | -             | -             | 0      |        |        |        |        |        |        |        |        |        |        |        |        |        |        |        |        |        |        |
| Sezon 2023/2024 |                   |                  |                   |                        |                        |                        |                        |                  |                              |                  |                              |                 |                     |                 |                  |                       |                       |                 |                   |                   |                   |               |             |                 |                   |                   |                 |                 |                 |               |               |        |        |        |        |        |        |        |        |        |        |        |        |        |        |        |        |        |        |        |
| Ruka HS142 | Ruka HS142        | Lillehammer HS98 | Lillehammer HS140 | Klingenthal HS140      | Klingenthal HS140      | Engelberg HS140        | Engelberg HS140        | Oberstdorf HS137 | Garmisch-Partenkirchen HS142 | Innsbruck HS128  | Bischofshofen HS142          | Wisła HS134     | Zakopane HS140      | Willingen HS147 | Willingen HS147  | Lake Placid HS128     | Lake Placid HS128     | Sapporo HS137   | Sapporo HS137     | Oberstdorf HS235  | Oberstdorf HS235  | Lahti HS130   | Lahti HS130 | Oslo HS134      | Oslo HS134        | Trondheim HS105   | Trondheim HS138 | Vikersund HS240 | Vikersund HS240 | Planica HS240 | Planica HS240 | punkty | punkty | punkty | punkty | punkty | punkty | punkty | punkty | punkty | punkty | punkty | punkty | punkty | punkty | punkty | punkty | punkty | punkty | punkty |
| 24 | 40                | q                | 44                | 34                     | 33                     | 35                     | 42                     | 35               | 26                           | q                | q                            | 39              | -                   | 34              | 32               | -                     | -                     | -               | -                 | q                 | 35                | 45            | 40          | q               | 46                | 50                | 48              | 31              | -               | -             | -             | 12     | 12     | 12     | 12     | 12     | 12     | 12     | 12     | 12     | 12     | 12     | 12     | 12     | 12     | 12     | 12     | 12     | 12     | 12     |
| Sezon 2024/2025 |                   |                  |                   |                        |                        |                        |                        |                  |                              |                  |                              |                 |                     |                 |                  |                       |                       |                 |                   |                   |                   |               |             |                 |                   |                   |                 |                 |                 |               |               |        |        |        |        |        |        |        |        |        |        |        |        |        |        |        |        |        |        |        |
| Lillehammer HS140 | Lillehammer HS140 | Ruka HS142       | Ruka HS142        | Wisła HS134            | Wisła HS134            | Titisee-Neustadt HS142 | Titisee-Neustadt HS142 | Engelberg HS140  | Engelberg HS140              | Oberstdorf HS137 | Garmisch-Partenkirchen HS142 | Innsbruck HS128 | Bischofshofen HS142 | Zakopane HS140  | Oberstdorf HS235 | Oberstdorf HS235      | Willingen HS147       | Willingen HS147 | Lake Placid HS128 | Lake Placid HS128 | Sapporo HS137     | Sapporo HS137 | Oslo HS134  | Vikersund HS240 | Vikersund HS240   | Lahti HS130       | Planica HS240   | Planica HS240   | punkty          | punkty        | punkty        | punkty | punkty | punkty | punkty | punkty | punkty | punkty | punkty | punkty | punkty | punkty | punkty | punkty | punkty | punkty | punkty |        |        |        |
| 49 | 40                | 48               | 34                | 38                     | 36                     | 38                     | 33                     | 46               | 42                           | 49               | q                            | -               | -                   | 37              | 33               | 29                    | -                     | -               | 43                | 44                | 38                | 50            | -           | -               | -                 | 41                | q               | -               | 2               | 2             | 2             | 2      | 2      | 2      | 2      | 2      | 2      | 2      | 2      | 2      | 2      | 2      | 2      | 2      | 2      | 2      | 2      |        |        |        |
| Legenda |                   |                  |                   |                        |                        |                        |                        |                  |                              |                  |                              |                 |                     |                 |                  |                       |                       |                 |                   |                   |                   |               |             |                 |                   |                   |                 |                 |                 |               |               |        |        |        |        |        |        |        |        |        |        |        |        |        |        |        |        |        |        |        |
| 1 2 3 4-10 11-30 poniżej 30 dq – dyskwalifikacja q – dyskwalifikacja w kwalifikacjach q – zawodnik nie zakwalifikował się - – zawodnik nie wystartował |                   |                  |                   |                        |                        |                        |                        |                  |                              |                  |                              |                 |                     |                 |                  |                       |                       |                 |                   |                   |                   |               |             |                 |                   |                   |                 |                 |                 |               |               |        |        |        |        |        |        |        |        |        |        |        |        |        |        |        |        |        |        |        |

### Miejsca w poszczególnych konkursach drużynowychPucharu Świata
stan po zakończeniu sezonu 2024/2025
| Źródło                                                                          | Źródło          | Źródło          | Źródło                    | Źródło                         | Źródło         | Źródło                    | Źródło                    | Źródło              | Źródło        |
| ------------------------------------------------------------------------------- | --------------- | --------------- | ------------------------- | ------------------------------ | -------------- | ------------------------- | ------------------------- | ------------------- | ------------- |
| Sezon 2023/2024                                                                 | Sezon 2023/2024 | Sezon 2023/2024 | Sezon 2023/2024           | Wisła HS134 (duety)            | Zakopane HS140 | Lake Placid HS128 (duety) | Oberstdorf HS235 (duety)  | Lahti HS130         | Planica HS240 |
| Sezon 2023/2024                                                                 | Sezon 2023/2024 | Sezon 2023/2024 | Sezon 2023/2024           | -                              | 10             | -                         | -                         | 6                   | -             |
| Sezon 2024/2025                                                                 | Sezon 2024/2025 | Sezon 2024/2025 | Lillehammer HS140 (mikst) | Titisee-Neustadt HS142 (duety) | Zakopane HS140 | Willingen HS147 (mikst)   | Lake Placid HS128 (mikst) | Lahti HS130 (duety) | Planica HS240 |
| Sezon 2024/2025                                                                 | Sezon 2024/2025 | Sezon 2024/2025 | 6                         | -                              | 10             | -                         | 6                         | 6                   | 9             |
| Legenda                                                                         |                 |                 |                           |                                |                |                           |                           |                     |               |
| 1 2 3 4-8 poniżej 8 (Duety: 1 2 3 4-12 poniżej 12) - – zawodnik nie wystartował |                 |                 |                           |                                |                |                           |                           |                     |               |

### Puchar Świata w lotach

#### Miejsca w klasyfikacji generalnej
| Sezon     | Miejsce |
| --------- | ------- |
| 2024/2025 | 47.     |

### Turniej Czterech Skoczni

#### Miejsca w klasyfikacji generalnej
| Sezon     | Miejsce |
| --------- | ------- |
| 2023/2024 | 41.     |
| 2024/2025 | 61.     |

### Raw Air

#### Miejsca w klasyfikacji generalnej
| Sezon | Miejsce |
| ----- | ------- |
| 2024  | 46.     |

### Planica 7

#### Miejsca w klasyfikacji generalnej
| Sezon | Miejsce |
| ----- | ------- |
| 2025  | 47.     |

## Letnie Grand Prix

### Miejsca w poszczególnych konkursach indywidualnychLGP
stan po zakończeniu LGP 2024
| Źródło | Źródło           | Źródło        | Źródło        | Źródło      | Źródło      | Źródło          | Źródło          | Źródło            | Źródło | Źródło | Źródło | Źródło | Źródło | Źródło | Źródło | Źródło | Źródło | Źródło | Źródło | Źródło | Źródło | Źródło | Źródło | Źródło | Źródło | Źródło |
| --- | ---------------- | ------------- | ------------- | ----------- | ----------- | --------------- | --------------- | ----------------- | ------ | ------ | ------ | ------ | ------ | ------ | ------ | ------ | ------ | ------ | ------ | ------ | ------ | ------ | ------ | ------ | ------ | ------ |
| 2023 |                  |               |               |             |             |                 |                 |                   |        |        |        |        |        |        |        |        |        |        |        |        |        |        |        |        |        |        |
| Courchevel HS132 | Courchevel HS132 | Szczyrk HS104 | Szczyrk HS104 | Râșnov HS97 | Râșnov HS97 | Hinzenbach HS90 | Hinzenbach HS90 | Klingenthal HS140 | punkty |        |        |        |        |        |        |        |        |        |        |        |        |        |        |        |        |        |
| - | -                | -             | -             | -           | -           | 50              | 41              | q                 | 0      |        |        |        |        |        |        |        |        |        |        |        |        |        |        |        |        |        |
| 2024 |                  |               |               |             |             |                 |                 |                   |        |        |        |        |        |        |        |        |        |        |        |        |        |        |        |        |        |        |
| Courchevel HS132 | Courchevel HS132 | Wisła HS134   | Wisła HS134   | Râșnov HS97 | Râșnov HS97 | Hinzenbach HS90 | Hinzenbach HS90 | Klingenthal HS140 | punkty | punkty | punkty | punkty | punkty | punkty | punkty | punkty | punkty |        |        |        |        |        |        |        |        |        |
| - | -                | -             | -             | 35          | 34          | 36              | dq              | q                 | 0      | 0      | 0      | 0      | 0      | 0      | 0      | 0      | 0      |        |        |        |        |        |        |        |        |        |
| Legenda |                  |               |               |             |             |                 |                 |                   |        |        |        |        |        |        |        |        |        |        |        |        |        |        |        |        |        |        |
| 1 2 3 4-10 11-30 poniżej 30 dq – dyskwalifikacja q – dyskwalifikacja w kwalifikacjach q – zawodnik nie zakwalifikował się - – zawodnik nie wystartował |                  |               |               |             |             |                 |                 |                   |        |        |        |        |        |        |        |        |        |        |        |        |        |        |        |        |        |        |

## Puchar Kontynentalny

### Miejsca w klasyfikacji generalnej
| Sezon     | Miejsce |
| --------- | ------- |
| 2022/2023 | 78.     |
| 2024/2025 | 39.     |

### Zwycięstwa w konkursach indywidualnych Pucharu Kontynentalnego chronologicznie
| 1. | 15 marca | 2025 | Lahti | Salpausselkä | K-116 | HS-130 | 122,0 m | 126,0 m | 267,6 pkt |

### Miejsca na podium w konkursach indywidualnych Pucharu Kontynentalnego chronologicznie
| 1. | 15 marca | 2025 | Lahti | Salpausselkä | K-116 | HS-130 | 122,0 m | 126,0 m | 267,6 pkt | 1. | – | – |

### Miejsca w poszczególnych konkursachPucharu Kontynentalnego
stan po zakończeniu sezonu 2024/2025
| Sezon 2021/2022                                                               |                   |                 |                 |                 |                 |                     |                     |                  |                  |                 |                   |                     |                     |                     |                     |                     |                     |                     |                     |                     |                |                |                |                |                |        |        |        |        |        |        |        |        |        |        |        |        |        |        |        |        |        |        |        |        |        |        |        |        |        |        |        |        |        |        |        |        |        |        |        |        |        |        |        |
| Zhangjiakou HS140                                                             | Zhangjiakou HS140 | Vikersund HS117 | Vikersund HS117 | Ruka HS142      | Ruka HS142      | Engelberg HS140     | Engelberg HS140     | Oberstdorf HS137 | Oberstdorf HS137 | Innsbruck HS128 | Innsbruck HS128   | Iron Mountain HS133 | Iron Mountain HS133 | Iron Mountain HS133 | Brotterode HS117    | Brotterode HS117    | Rena HS139          | Rena HS139          | Planica HS138       | Planica HS138       | Lahti HS130    | Lahti HS130    | Zakopane HS140 | Zakopane HS140 | Zakopane HS140 | punkty |        |        |        |        |        |        |        |        |        |        |        |        |        |        |        |        |        |        |        |        |        |        |        |        |        |        |        |        |        |        |        |        |        |        |        |        |        |        |
| -                                                                             | -                 | -               | -               | 57              | -               | -                   | -                   | -                | -                | -               | -                 | -                   | -                   | -                   | -                   | -                   | 42                  | dq                  | -                   | -                   | -              | -              | -              | -              | -              | 0      |        |        |        |        |        |        |        |        |        |        |        |        |        |        |        |        |        |        |        |        |        |        |        |        |        |        |        |        |        |        |        |        |        |        |        |        |        |        |
| Sezon 2022/2023                                                               |                   |                 |                 |                 |                 |                     |                     |                  |                  |                 |                   |                     |                     |                     |                     |                     |                     |                     |                     |                     |                |                |                |                |                |        |        |        |        |        |        |        |        |        |        |        |        |        |        |        |        |        |        |        |        |        |        |        |        |        |        |        |        |        |        |        |        |        |        |        |        |        |        |        |
| Vikersund HS117                                                               | Vikersund HS117   | Ruka HS142      | Ruka HS142      | Engelberg HS140 | Engelberg HS140 | Planica HS138       | Planica HS138       | Sapporo HS137    | Sapporo HS137    | Sapporo HS137   | Eisenerz HS109    | Eisenerz HS109      | Klingenthal HS140   | Klingenthal HS140   | Rena HS139          | Rena HS139          | Iron Mountain HS133 | Iron Mountain HS133 | Iron Mountain HS133 | Iron Mountain HS133 | Zakopane HS140 | Zakopane HS140 | Lahti HS130    | Lahti HS130    | punkty         | punkty | punkty | punkty | punkty | punkty | punkty | punkty | punkty | punkty | punkty | punkty | punkty | punkty | punkty | punkty | punkty | punkty | punkty | punkty | punkty | punkty | punkty | punkty | punkty | punkty | punkty | punkty | punkty | punkty | punkty | punkty | punkty | punkty | punkty | punkty | punkty | punkty | punkty | punkty |
| -                                                                             | -                 | 49              | -               | -               | -               | -                   | -                   | -                | -                | -               | -                 | -                   | -                   | -                   | -                   | -                   | -                   | -                   | -                   | -                   | -              | -              | 23             | 20             | 19             | 19     | 19     | 19     | 19     | 19     | 19     | 19     | 19     | 19     | 19     | 19     | 19     | 19     | 19     | 19     | 19     | 19     | 19     | 19     | 19     | 19     | 19     | 19     | 19     | 19     | 19     | 19     | 19     | 19     | 19     | 19     | 19     | 19     | 19     | 19     | 19     | 19     | 19     | 19     |
| Sezon 2024/2025                                                               |                   |                 |                 |                 |                 |                     |                     |                  |                  |                 |                   |                     |                     |                     |                     |                     |                     |                     |                     |                     |                |                |                |                |                |        |        |        |        |        |        |        |        |        |        |        |        |        |        |        |        |        |        |        |        |        |        |        |        |        |        |        |        |        |        |        |        |        |        |        |        |        |        |        |
| Zhangjiakou HS106                                                             | Zhangjiakou HS106 | Ruka HS142      | Ruka HS142      | Engelberg HS140 | Engelberg HS140 | Bischofshofen HS142 | Bischofshofen HS142 | Sapporo HS137    | Sapporo HS137    | Sapporo HS137   | Lillehammer HS140 | Lillehammer HS140   | Kranj HS109         | Kranj HS109         | Iron Mountain HS133 | Iron Mountain HS133 | Iron Mountain HS133 | Iron Mountain HS133 | Lahti HS130         | Lahti HS130         | Zakopane HS140 | Zakopane HS140 | punkty         | punkty         | punkty         | punkty | punkty | punkty | punkty | punkty | punkty | punkty | punkty | punkty | punkty | punkty | punkty | punkty | punkty | punkty | punkty | punkty | punkty | punkty | punkty | punkty | punkty | punkty | punkty | punkty | punkty | punkty | punkty | punkty | punkty | punkty | punkty | punkty | punkty | punkty | punkty | punkty |        |        |
| -                                                                             | -                 | -               | -               | -               | -               | -                   | -                   | -                | -                | -               | -                 | -                   | -                   | -                   | -                   | -                   | -                   | -                   | 1                   | dq                  | -              | -              | 100            | 100            | 100            | 100    | 100    | 100    | 100    | 100    | 100    | 100    | 100    | 100    | 100    | 100    | 100    | 100    | 100    | 100    | 100    | 100    | 100    | 100    | 100    | 100    | 100    | 100    | 100    | 100    | 100    | 100    | 100    | 100    | 100    | 100    | 100    | 100    | 100    | 100    | 100    | 100    |        |        |
| Legenda                                                                       |                   |                 |                 |                 |                 |                     |                     |                  |                  |                 |                   |                     |                     |                     |                     |                     |                     |                     |                     |                     |                |                |                |                |                |        |        |        |        |        |        |        |        |        |        |        |        |        |        |        |        |        |        |        |        |        |        |        |        |        |        |        |        |        |        |        |        |        |        |        |        |        |        |        |
| 1 2 3 4-10 11-30 poniżej 30 dq – dyskwalifikacja - – zawodnik nie wystartował |                   |                 |                 |                 |                 |                     |                     |                  |                  |                 |                   |                     |                     |                     |                     |                     |                     |                     |                     |                     |                |                |                |                |                |        |        |        |        |        |        |        |        |        |        |        |        |        |        |        |        |        |        |        |        |        |        |        |        |        |        |        |        |        |        |        |        |        |        |        |        |        |        |        |

## Letni Puchar Kontynentalny

### Miejsca w klasyfikacji generalnej
| Sezon | Miejsce |
| ----- | ------- |
| 2022  | 52.     |
| 2023  | 42.     |
| 2024  | 53.     |

### Miejsca w poszczególnych konkursachLetniego Pucharu Kontynentalnego
stan po zakończeniu LPK 2024
| Źródło                                                                        | Źródło             | Źródło          | Źródło          | Źródło            | Źródło            | Źródło            | Źródło            | Źródło            | Źródło | Źródło | Źródło | Źródło | Źródło | Źródło | Źródło | Źródło | Źródło | Źródło | Źródło | Źródło | Źródło | Źródło | Źródło | Źródło | Źródło | Źródło |
| ----------------------------------------------------------------------------- | ------------------ | --------------- | --------------- | ----------------- | ----------------- | ----------------- | ----------------- | ----------------- | ------ | ------ | ------ | ------ | ------ | ------ | ------ | ------ | ------ | ------ | ------ | ------ | ------ | ------ | ------ | ------ | ------ | ------ |
| 2022                                                                          |                    |                 |                 |                   |                   |                   |                   |                   |        |        |        |        |        |        |        |        |        |        |        |        |        |        |        |        |        |        |
| Lillehammer HS140                                                             | Lillehammer HS140  | Stams HS115     | Stams HS115     | Klingenthal HS140 | Klingenthal HS140 | Lake Placid HS100 | Lake Placid HS128 | Lake Placid HS128 | punkty | punkty | punkty | punkty | punkty | punkty | punkty | punkty | punkty |        |        |        |        |        |        |        |        |        |
| 47                                                                            | 50                 | -               | -               | -                 | -                 | 23                | 26                | 29                | 15     | 15     | 15     | 15     | 15     | 15     | 15     | 15     | 15     |        |        |        |        |        |        |        |        |        |
| 2023                                                                          |                    |                 |                 |                   |                   |                   |                   |                   |        |        |        |        |        |        |        |        |        |        |        |        |        |        |        |        |        |        |
| Oslo HS106                                                                    | Oslo HS106         | Stams HS115     | Stams HS115     | Klingenthal HS140 | Klingenthal HS140 | Lake Placid HS128 | Lake Placid HS128 | Lake Placid HS128 | punkty |        |        |        |        |        |        |        |        |        |        |        |        |        |        |        |        |        |
| -                                                                             | -                  | -               | -               | 19                | 22                | -                 | -                 | -                 | 21     |        |        |        |        |        |        |        |        |        |        |        |        |        |        |        |        |        |
| 2024                                                                          |                    |                 |                 |                   |                   |                   |                   |                   |        |        |        |        |        |        |        |        |        |        |        |        |        |        |        |        |        |        |
| Hinterzarten HS109                                                            | Hinterzarten HS109 | Trondheim HS138 | Trondheim HS138 | Stams HS115       | Stams HS115       | Klingenthal HS140 | Klingenthal HS140 | punkty            | punkty | punkty | punkty | punkty | punkty | punkty | punkty | punkty |        |        |        |        |        |        |        |        |        |        |
| -                                                                             | -                  | 29              | 23              | -                 | -                 | -                 | -                 | 10                | 10     | 10     | 10     | 10     | 10     | 10     | 10     | 10     |        |        |        |        |        |        |        |        |        |        |
| Legenda                                                                       |                    |                 |                 |                   |                   |                   |                   |                   |        |        |        |        |        |        |        |        |        |        |        |        |        |        |        |        |        |        |
| 1 2 3 4-10 11-30 poniżej 30 dq – dyskwalifikacja - − zawodnik nie wystartował |                    |                 |                 |                   |                   |                   |                   |                   |        |        |        |        |        |        |        |        |        |        |        |        |        |        |        |        |        |        |

## FIS Cup

### Miejsca w klasyfikacji generalnej
| Sezon     | Miejsce |
| --------- | ------- |
| 2021/2022 | 42.     |
| 2022/2023 | 140.    |

### Miejsca w poszczególnych konkursachFIS Cupu
stan po zakończeniu sezonu 2024/2025
| Źródło                                                                        | Źródło         | Źródło           | Źródło           | Źródło           | Źródło           | Źródło           | Źródło           | Źródło       | Źródło       | Źródło        | Źródło        | Źródło        | Źródło        | Źródło               | Źródło               | Źródło         | Źródło         | Źródło         | Źródło         | Źródło       | Źródło        | Źródło        | Źródło | Źródło | Źródło | Źródło | Źródło | Źródło | Źródło | Źródło | Źródło | Źródło | Źródło | Źródło | Źródło | Źródło | Źródło | Źródło | Źródło |        |
| ----------------------------------------------------------------------------- | -------------- | ---------------- | ---------------- | ---------------- | ---------------- | ---------------- | ---------------- | ------------ | ------------ | ------------- | ------------- | ------------- | ------------- | -------------------- | -------------------- | -------------- | -------------- | -------------- | -------------- | ------------ | ------------- | ------------- | ------ | ------ | ------ | ------ | ------ | ------ | ------ | ------ | ------ | ------ | ------ | ------ | ------ | ------ | ------ | ------ | ------ | ------ |
| Sezon 2019/2020                                                               |                |                  |                  |                  |                  |                  |                  |              |              |               |               |               |               |                      |                      |                |                |                |                |              |               |               |        |        |        |        |        |        |        |        |        |        |        |        |        |        |        |        |        |        |
| Szczyrk HS104                                                                 | Szczyrk HS104  | Szczuczyńsk HS99 | Szczuczyńsk HS99 | Ljubno HS94      | Ljubno HS94      | Pjongczang HS109 | Pjongczang HS109 | Râșnov HS97  | Râșnov HS97  | Villach HS98  | Villach HS98  | Notodden HS98 | Notodden HS98 | Oberwiesenthal HS105 | Oberwiesenthal HS105 | Zakopane HS140 | Zakopane HS140 | Rastbüchl HS78 | Rastbüchl HS78 | Villach HS98 | Villach HS98  | punkty        | punkty | punkty | punkty | punkty | punkty | punkty | punkty | punkty | punkty | punkty | punkty | punkty | punkty | punkty | punkty | punkty | punkty | punkty |
| -                                                                             | -              | -                | -                | -                | -                | -                | -                | 43           | 45           | -             | -             | -             | -             | -                    | -                    | -              | -              | -              | -              | -            | -             | 0             | 0      | 0      | 0      | 0      | 0      | 0      | 0      | 0      | 0      | 0      | 0      | 0      | 0      | 0      | 0      | 0      | 0      | 0      |
| Sezon 2020/2021                                                               |                |                  |                  |                  |                  |                  |                  |              |              |               |               |               |               |                      |                      |                |                |                |                |              |               |               |        |        |        |        |        |        |        |        |        |        |        |        |        |        |        |        |        |        |
| Râșnov HS97                                                                   | Râșnov HS97    | Kandersteg HS106 | Kandersteg HS106 | Zakopane HS140   | Zakopane HS140   | Szczyrk HS104    | Szczyrk HS104    | Lahti HS100  | Lahti HS100  | Villach HS98  | Villach HS98  | Oberhof HS100 | Oberhof HS100 | punkty               | punkty               | punkty         | punkty         | punkty         | punkty         | punkty       | punkty        | punkty        | punkty | punkty | punkty | punkty | punkty | punkty | punkty | punkty | punkty | punkty |        |        |        |        |        |        |        |        |
| -                                                                             | -              | -                | -                | -                | -                | -                | -                | 61           | 63           | -             | -             | -             | -             | 0                    | 0                    | 0              | 0              | 0              | 0              | 0            | 0             | 0             | 0      | 0      | 0      | 0      | 0      | 0      | 0      | 0      | 0      | 0      |        |        |        |        |        |        |        |        |
| Sezon 2021/2022                                                               |                |                  |                  |                  |                  |                  |                  |              |              |               |               |               |               |                      |                      |                |                |                |                |              |               |               |        |        |        |        |        |        |        |        |        |        |        |        |        |        |        |        |        |        |
| Otepää HS97                                                                   | Otepää HS97    | Kuopio HS100     | Kuopio HS127     | Einsiedeln HS117 | Einsiedeln HS117 | Ljubno HS94      | Ljubno HS94      | Villach HS98 | Villach HS98 | Lahti HS100   | Lahti HS100   | Falun HS100   | Falun HS100   | Kandersteg HS106     | Kandersteg HS106     | Notodden HS98  | Notodden HS98  | Zakopane HS105 | Villach HS98   | Villach HS98 | Oberhof HS100 | Oberhof HS100 | punkty |        |        |        |        |        |        |        |        |        |        |        |        |        |        |        |        |        |
| 18                                                                            | 19             | 39               | 22               | -                | -                | -                | -                | -            | -            | 9             | 10            | -             | -             | -                    | -                    | -              | -              | 48             | -              | -            | 19            | 21            | 111    |        |        |        |        |        |        |        |        |        |        |        |        |        |        |        |        |        |
| Sezon 2022/2023                                                               |                |                  |                  |                  |                  |                  |                  |              |              |               |               |               |               |                      |                      |                |                |                |                |              |               |               |        |        |        |        |        |        |        |        |        |        |        |        |        |        |        |        |        |        |
| Frenštát HS106                                                                | Frenštát HS106 | Szczyrk HS104    | Szczyrk HS104    | Einsiedeln HS117 | Einsiedeln HS117 | Kranj HS109      | Kranj HS109      | Villach HS98 | Villach HS98 | Notodden HS98 | Notodden HS98 | Szczyrk HS104 | Szczyrk HS104 | Villach HS98         | Villach HS98         | Oberhof HS100  | Oberhof HS100  | Zakopane HS140 | Zakopane HS140 | punkty       | punkty        | punkty        | punkty | punkty | punkty | punkty | punkty | punkty | punkty | punkty | punkty | punkty | punkty | punkty | punkty | punkty | punkty | punkty |        |        |
| -                                                                             | -              | -                | -                | -                | -                | -                | -                | -            | -            | -             | -             | -             | -             | -                    | -                    | 30             | 31             | -              | -              | 1            | 1             | 1             | 1      | 1      | 1      | 1      | 1      | 1      | 1      | 1      | 1      | 1      | 1      | 1      | 1      | 1      | 1      | 1      |        |        |
| Legenda                                                                       |                |                  |                  |                  |                  |                  |                  |              |              |               |               |               |               |                      |                      |                |                |                |                |              |               |               |        |        |        |        |        |        |        |        |        |        |        |        |        |        |        |        |        |        |
| 1 2 3 4-10 11-30 poniżej 30 dq – dyskwalifikacja - − zawodnik nie wystartował |                |                  |                  |                  |                  |                  |                  |              |              |               |               |               |               |                      |                      |                |                |                |                |              |               |               |        |        |        |        |        |        |        |        |        |        |        |        |        |        |        |        |        |        |